# Munjeon Bonpuri
El Munjeon Bonpuri (coreano: 문전 본 풀이) significa 'Anales de la Puerta', 'Libro de la Puerta', 'Narración de la Puerta' o 'Explicación de la Puerta', es un mito de la isla de Jeju, que explica cuántos de los Gashin, o deidades que se cree que residen dentro de la casa. Es uno de los mitos más conocidos de la península de Corea.

## Argumento
En el pueblo de Namseon, en el reino de Junyeon, vivían Namseonbi y su esposa, Yeosan Buin. Yeosan Buin era una esposa muy capaz que recaudaba el dinero para la familia. Sin embargo, su esposo Namseonbi desperdiciaba todo el dinero cada vez que Yeosan Buin reunía lo suficiente.
La familia de Yeosan Buin tenía nueve miembros: Namseonbi, Yeosan Buin y sus siete hijos. El séptimo se llamaba Nokdisaengin.
Debido a la pobreza de la familia, se morían de hambre y carecían de ropa. Yeosan Buin estaba preocupada por su lamentable estado, y compró ropa y sombreros finos de algodón y consiguió cincuenta monedas de plata vendiendo sus tesoros que había traído de su familia. Ella sugirió que con estos accesorios, comprasen granos, que eran baratos en su aldea, y los vendieran en otras aldeas, donde eran más caros.
Namseonbi se dirigió así a otra aldea en el pueblo de Odong en el Reino de Odong. Allí, Namseonbi, vestido con ropa cara y controlando un barco lleno de granos, parecía un hombre rico.
Noiljadae, la hija de un dueño de Jumak, se acercó a Namseonbi y le sugirió que descansara en su Jumak. Allí, Namseonbi vendió toda su ropa y granos en vino de arroz y juegos. Una vez que Namseonbi volvió a caer en la pobreza, Noiljadae le ahuyentó. Namseonbi tuvo que construir una cabaña con tallos de arroz y una puerta de madera podrida. Noiljadae lo alimentaba con grano duro en la bandeja de un perro. Debido al grano duro, Namseonbi se quedó ciego.
Mientras tanto, Yeosan Buin se preocupó por la ausencia de Namseonbi. Hizo un pequeño bote de madera y fue hacia el pueblo de Odong.
Yeosan Buin escuchó a una niña cantar una canción para alejar a los gorriones de los campos de granos. La letra de la canción era que Namseonbi había sido engañado por el ingenio de Noiljadae y se fue a una choza. Así, rastreó a Namseonbi.
Namseonbi era ciego y, por lo tanto, no reconoció a su esposa. Pero, cuando Namseonbi probó la comida que Yeosan Buin preparó, la reconoció. Ésta comenzó los preparativos para navegar de vuelta a casa.
Entretanto, Noiljadae decidió que debía deshacerse de Yeosan Buin. Invitó a Yeosan Buin al lago de Ocheongang para lavarse allí. Sin embargo, Ocheongang era un lago helado que no tenía fondo.  Noiljadae no entró en el lago, pero Yeosan Buin sí y se ahogó.
De esta manera, Noiljadae fingió ser Yeosan Buin y fue a la aldea de Namseon con Namseonbi. Debido al primer encuentro que tuvo con Namseonbi, creía que la familia era rica.
Seis de los siete hijos arrojaron sus accesorios para saludar a sus padres; pero, Nokdisaengin sabía que uno de sus padres no era realmente su madre, ya que Noiljadae no compartía su paraguas con Namseonbi, y porque sus apariencias y voces eran diferentes. Ella respondió con varias excusas, pero solo seis de los siete hijos fueron engañados.
Noiljadae decidió matar a Nokdisaengin y empezó a tramar. Le dijo a Namseonbi que estaba enferma y que había un famoso profeta llamado Jangjeol Doryeong en la calle Jajeot y cuando Namseonbi se fue, corrió a la calle Jajeot y dijo (con una voz diferente) que la cura sería alimentarla con el hígado de Nokdisaengin.
Aun así, Namseonbi se negó. En respuesta, Noiljadae realizó el mismo truco dos veces más, fingiendo que era una doctora y una Jangseung, o un tótem. Finalmente, Namseonbi afiló su cuchillo para matar a Nokdisaengin pero éste reaccionó diciendo que mejor se suicidaría. En una montaña cercana, Nokdisaengin reunió a sus hermanos y mató a un jabalí joven.  Dijo que si su 'madre' estaba curada cuando se comiera el  hígado de jabalí, entonces en realidad no era su madre.
Los hermanos le dieron de comer el hígado de jabalí a Noiljadae y se curó milagrosamente, luego trató de matar al sexto hijo. Sin embargo, fue emboscada por los seis hermanos, liderados por el más joven, Nokdisaengin, y terminó ahorcándose en el baño.
Los hermanos luego fueron a la aldea de Odong. Rezaron a la deidad suprema Cheonjiwang durante cuatro días y cuatro noches. Finalmente, se reveló el cadáver de Yeosan Buin de la que solo quedaban huesos.
Cuatro días después, Nokdisaengin escuchó a una grulla decir que podía llevar al más pequeño y ligero, Nokdisaengin, en la espalda a los campos de Seocheon, donde crecían flores que podían rehacer el cuerpo, si los hermanos le atrapaban siete carpas. Cada uno de los hermanos atrapó una carpa, y así Nokdisaengin comenzó su camino a lomos de la grulla.
Accidentalmente, Nokdisaegin tuvo un despiste y una de las carpas se cayó. Por lo tanto, la grulla no tenía nada para comer y tuvo que alimentarla con su propio brazo.
Cuando la grulla llegó a los campos de Seocheon, el dios de las flores, las plantas y las emociones, Hallakgungi, recreó su brazo. Luego le dio a Nokdisaengin cada una de las cinco variedades de Hwansaengkkot (flor de reencarnación). (ver Igong Bonpuri)
Voló en la grulla de regreso a Odong. Luego, puso el Salsalikkot (Flor que revive la carne) sobre los huesos de Yeosan Buin y la carne se formó alrededor de los huesos. El siguiente fue el Pisalikkot (Flor que revive la sangre), reviviendo la sangre de su madre, que brotó nuevamente en las venas de Yeosan Buin. El siguiente fue el Sumsalikkot (Flor que revive el aliento), que hizo que Yeosan Buin respirara nuevamente. Finalmente, Nokdisaengin puso el Honsalikkot (Flor  que revive el alma) encima de la inconsciente Yeosan Buin. Finalmente despertó, después de haber sido revivida de la muerte.
Cheonjiwang convirtió a Yeosan Buin, en Jowangshin, la deidad de la cocina, el hogar y el fuego, para compensar sus tiempos en un lago helado.
Namseonbi se convirtió en el Japshin (espíritu maligno), defensor del oscuro cobertizo de fertilizantes, porque se consideraba que se cegaba indirectamente.
Cinco de los siete hermanos se convirtieron en las deidades que defendían cada dirección cardinal: el mayor era Cheongje del Este, el segundo Baekje del Oeste, el tercer Jeokje del Sur, el cuarto Heukje del Norte y el quinto Hwangje del Centro. El sexto, que fue casi asesinado por Noiljadae, se convirtió en Duitmunwang, que vigilaba la puerta de atrás. El héroe Nokdisaengin se convirtió en Munwangshin, defensor de la puerta principal.
Noiljadae se convirtió en la diosa del baño, Cheukshin, porque se ahorcó en el baño. Debido a la relación entre Cheukshin y Jowangshin, era un tabú en la sociedad coreana hacer el baño al lado de la cocina, o hacer que la puerta del baño mirara hacia la cocina. Sin embargo, en realidad fue porque las heces causarían que los alimentos en la cocina se infecten con patógenos.

## Como Gut
Como la mayoría de la mitología coreana contada por mudang o chamanes, el Munjeon Bonpuri es un gut o ritual. Este gut fue cantado y contado nuevamente al reconstruir o construir una casa, junto con el Seongjugut.

## Creencias
Se pueden deducir muchas cosas de la cultura y las creencias de la antigua Corea en el tiempo del Munjeon Bonpuri.
El villano del mito es Noiljadae, la concubina de Namseonbi, y también la madrastra de los siete niños. Este tema de 'madrastra malvada' es común en toda las leyendas de la mitología coreana, e incluso en las europeas, como Cenicienta o Blancanieves.
En el mito, Nokdisaengin, el héroe del mito, se convierte en la deidad de la puerta principal. Como se puede saber, los coreanos de la época creían que la puerta era un área patriarcal, a diferencia del baño y la cocina, que se consideraba matriarcal. Jowangshin pasó muchos años bajo el agua como un cadáver. Por lo tanto, se ve que controla el agua, el hielo y el fuego juntos, aunque el aspecto de la diosa del fuego es más fuerte. Este aspecto de la diosa es muy natural como la diosa de la cocina; El alimento principal de los coreanos, el arroz al vapor, requiere agua y fuego para hacerlo.
El conflicto entre Yeosan Buin y Noiljadae simboliza el conflicto sobre concubinas y esposas para ganarse el deseo sexual del esposo.

## Comparación conChilseong Puri
El Munjeon Bonpuri se cuenta solo en la isla de Jeju, pero tiene un argumento similar al Chilseong Puri del continente.
Semejanzas
- Tanto Chilseong Puri como Munjeon Bonpuri cuentan con una madrastra malvada (Yongye Buin y Noiljadae), un padre no paternal (Chilseongnim y Namseonbi), una madre muerta (Maehwa Buin y Yeosan Buin) y siete hijos.

Diferencias
- En el Chilseong Puri, hay siete gemelos; en Munjeon Bonpuri, los siete hermanos se llevan un año de diferencia de edad respecto al siguiente.
- En el Chilseong Puri, la madre, Maehwa Buin, muere de parto; en Munjeon Puri, Yeosan Buin se ahoga.
- En Chilseong Puri, Chilseongnim no hace nada; en Munjeon Bonpuri, Namseonbi va a Odong para vender grano.
- En el Chilseong Puri, no pasa nada;  en Munjeon Bonpuri, Noiljadae ciega y engaña a Namseonbi.
- En Chilseong Puri, el padre, Chilseongnim, trata de matar a los siete niños; en Munjeon Bonpuri, no hay conflicto entre padre e hijos.
- En Chilseong Puri, la madrastra, Yongye Buin, soborna al médico, pero en Munjeon Bonpuri, Noiljadae pretende ser un profeta, un médico y un jangseung.
- En el Chilseong Puri, Yongye Buin exige los hígados de los siete niños; en Munjeon Bonpuri, Noiljadae exige solo el hígado de Nokdisaengin.
- En Chilseong Puri, la reencarnación de Maehwa Buin, un ciervo dorado, les da a los niños su hígado cuando están a punto de suicidarse; en Munjeon Bonpuri, Nokdisaengin caza y mata a propósito un jabalí.
- En el Chilseong Puri, Yongye Buin se convierte en un topo; en Munjeon Bonpuri, Noiljadae se convierte en la deidad de las heces.
- En el Chilseong Puri, los siete hermanos se convierten en las siete estrellas de la Osa Mayor; en el Munjeon Bonpuri, los siete hermanos se convierten en varios Gashin.

## Comparación con otras culturas
Comparando la narrativa del Munjeon Bonpuri de la isla de Jeju con el Kamui Fuchi Yukar de los Ainu, se encuentra en el contenido de las dos obras un énfasis común en las "relaciones de pareja" y de ámbito matriarcal.
El sistema familiar en Corea se estructura en 'Suroeste', 'Sureste' y 'Jeju'. Esto refleja el hecho de que el sistema familiar de la isla de Jeju es algo diferente del continente.
Ambos poemas narrativos, cuentan la historia de la Diosa del Fuego o la Diosa de la Cocina (竈 王 神: chino Zaowang-shen; coreano Chowang-sin). Además, estos trabajos tienen la misma estructura: desde el nacimiento de la familia hacia la crisis, la resolución y, finalmente, hacia la restauración familiar. 
En resumen, en el sistema familiar del Kamui Fuchi Yukar, que se centra en matrimonio, se amplia y modifica en el Munjeon Bonpuri, ya que enfatiza el matriarcado y la descendencia. Sin tener en cuenta qué trabajo surgió primero. La competición entre esposa y la concubina recién adquirida, aparece tanto en el Kamui Fuchi Yukar, como en Munjeon Bonpuri. Sin embargo, este último agrega una nueva dimensión al hacer que la concubina mate a la esposa, solo para enfrentar la intervención de los hijos. Estas sociedades con una maternidad y matriarcado visibles, único de las islas Ainu y Jeju, hace que su relación sea mayor respecto al continente y otorgan una autonomía, un mayor estatus social y una mayor participación a la mujer en asuntos familiares. Junto con la mayor participación de las mujeres en las tareas domésticas y en el trabajo agrícola.
Además, el Munjeon Bonpuri revela un énfasis en el hijo más joven entre los siete hermanos, Nokdisaengin (o Noddishin), que juega un papel fundamental en la superación de las crisis fenómeno exclusivo diferente al sistema familiar patrilineal y patriarcal de Corea continental, donde son los hijos mayores en los que recae este papel.
Se usa el análisis de los poemas narrativos de las islas para distinguir entre elementos nativos y adoptados. Esto también es posible a través de una comparación con los poemas narrativos de otros pueblos minoritarios de Asia Oriental.